# Acanthocheilonema
Acanthocheilonema (veraltetes Synonym Dipetalonema) ist eine Gattung parasitischer Filarien, die eine Vielzahl von Säugetieren befallen. Die Gattung kommt vor allem in den Tropen und Subtropen vor. Zwischenwirte sind blutsaugende Insekten und Zecken, die beim Saugakt die Mikrofilarien aufnehmen. Die Gattung wurde von Thomas Spencer Cobbold für die Art Acanthocheilonema dracunculoides geschaffen, welche die Typspezies ist. Typisches Merkmal sind die beiden seitlichen konischen Anhänge, die dem Schwanzende das Aussehen eines Dreispitzes geben. Nach genetischen Untersuchungen wird die Gattung heute in die Hauptklade ONC 4 innerhalb der Onchocercidae eingeordnet.
Zur Gattung zählen etwa 15 Arten:
- Acanthocheilonema delicata
- Acanthocheilonema dracunculoides
- Acanthocheilonema filaria
- Acanthocheilonema mansonbahri
- Acanthocheilonema mephitis
- Acanthocheilonema odendhali
- Acanthocheilonema pachycephalum
- Acanthocheilonema pricei
- Acanthocheilonema procyonis
- Acanthocheilonema reconditum
- Acanthocheilonema sabanicolae
- Acanthocheilonema setariosa
- Acanthocheilonema spirocauda
- Acanthocheilonema viteae
- Acanthocheilonema weissi